# Colobaspis hargreavesi
Colobaspis hargreavesi es una especie de coleóptero de la familia Megalopodidae.

## Distribución geográfica
Habita en Kenia.